# Nouvelle réforme apostolique
La nouvelle réforme apostolique est un mouvement théologique chrétien, principalement présent dans le pentecôtisme et le mouvement charismatique évangélique. Le point central de cette réforme est la présence des cinq  ministères comme dons spirituels pour l'Église. Ces cinq ministères sont apôtre, prophète, évangéliste, pasteur, enseignant.

## Histoire
Les origines de la nouvelle réforme apostolique sont associées au mouvement pentecôtiste des années 1900 et aux mouvements charismatiques des années 1960 et 1980. En 1996, le théologien américain C. Peter Wagner, a organisé une convention avec 500 dirigeants évangéliques, le « Symposium national sur l'église postdénominationnelle» (« National Symposium on the Postdenominational Church »), portant notamment sur l’organisation de l’église et l’évangélisation, au Séminaire théologique Fuller de Pasadena aux États-Unis. Depuis cette convention, le terme a été de plus en plus utilisé dans les églises.

## Croyance
Selon C. Peter Wagner, la nouvelle réforme apostolique se définit avec quatre éléments principaux.
- Les ministères d'apôtre, prophète, évangéliste, pasteur, enseignant, relatés dans l'Épître aux Éphésiens, chapitre 4, verset 11 sont considérés comme valables de nos jours.
- Pour les apostoliques, les dons spirituels dont la guérison, la prophétie, et autres signes et prodiges présent dans les textes du nouveau testament, existent encore de nos jours.
- La direction de l'église et son édification ne relèvent donc pas du seul ministère pastoral mais de ces 5 ministères.
- Ces églises se réclament souvent du modèle de l'église primitive (église du temps des actes des apôtres) dont elles reconnaissent le caractère biblique est valide pour notre époque.